# كاترين د. بيري
كاترين د. بيري (بالإنجليزية: Catherine D. Perry)‏ هي قاضية ومحامية أمريكية، ولدت في 1952 في هوبارت في الولايات المتحدة.